# ヴェネツィア・サンタ・ルチーア駅
ヴェネツィア・サンタ・ルチーア駅（イタリア語: Stazione di Venezia Santa Lucia）は、イタリア・ヴェネツィア市の主要鉄道駅である。

## 概要

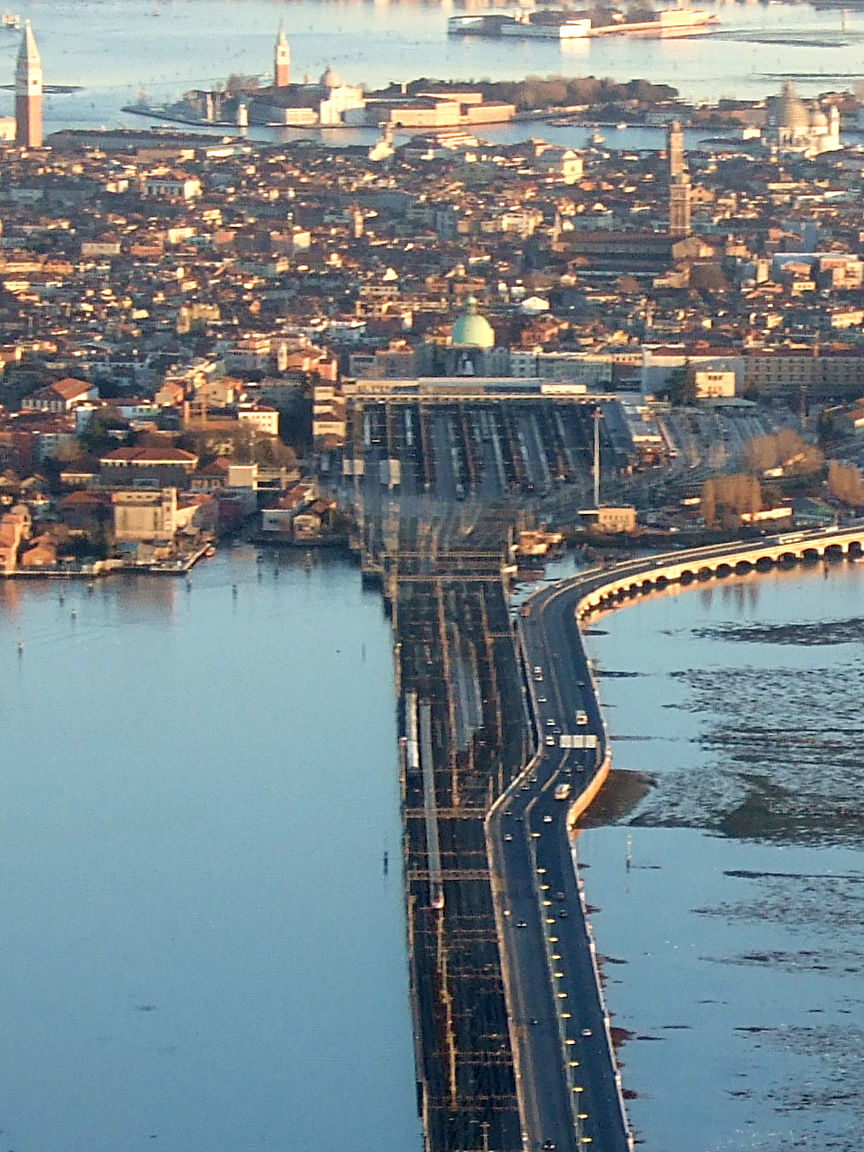
上空から

カナル・グランデの西端に位置する。本土との連絡地となっており、リベルタ橋を渡った先のメストレ駅の列車を振り分けている。その為路線はミラノ方面、ヴェネツィア方面、トリエステ方面、ウーディネ方面に伸びているが、全路線がメストレ駅までは線路を共有する。
イタリアの13グランディ・スタツィオーニ・グループに入っている。IATA空港コードはXVQ。

## 歴史
1860年、ヴェネツィアがまだオーストリア帝国の治世下にあった時代にヴェネツィア本島に乗り入れる鉄道線の建設が始まった。この時、現在地にあったサンタ・ルチーア教会を取り壊し、その跡地周辺に駅を建設した。このことから教会の名をとって駅名がつけられた。翌1861年に開業。
1924年からアンジェロ・マッツォーニの手による駅舎近代化計画が始まり、1934年には貨物駅も併設するためのコンペが行われた。ヴィルジーリオ・ヴァロットの案が採用され、マッツォーニ、ヴァロット両人の協力の下、1936年から1943年までかけて改築が完成する。更に戦後1952年にはパオロ・ペリッリによって更なる増改築が行われた。
2009年から大規模なリノベーション計画が行われ、2400万ユーロの費用をかけて2012年に完成した。

## 駅構造
ホーム数は22だが20番線ホームは欠番のため23番まである。

## 利用状況
1日あたり約82,000人、年間合計約3,000万人利用客が利用している。駅には毎日約450本の列車が停車する。

## 駅周辺

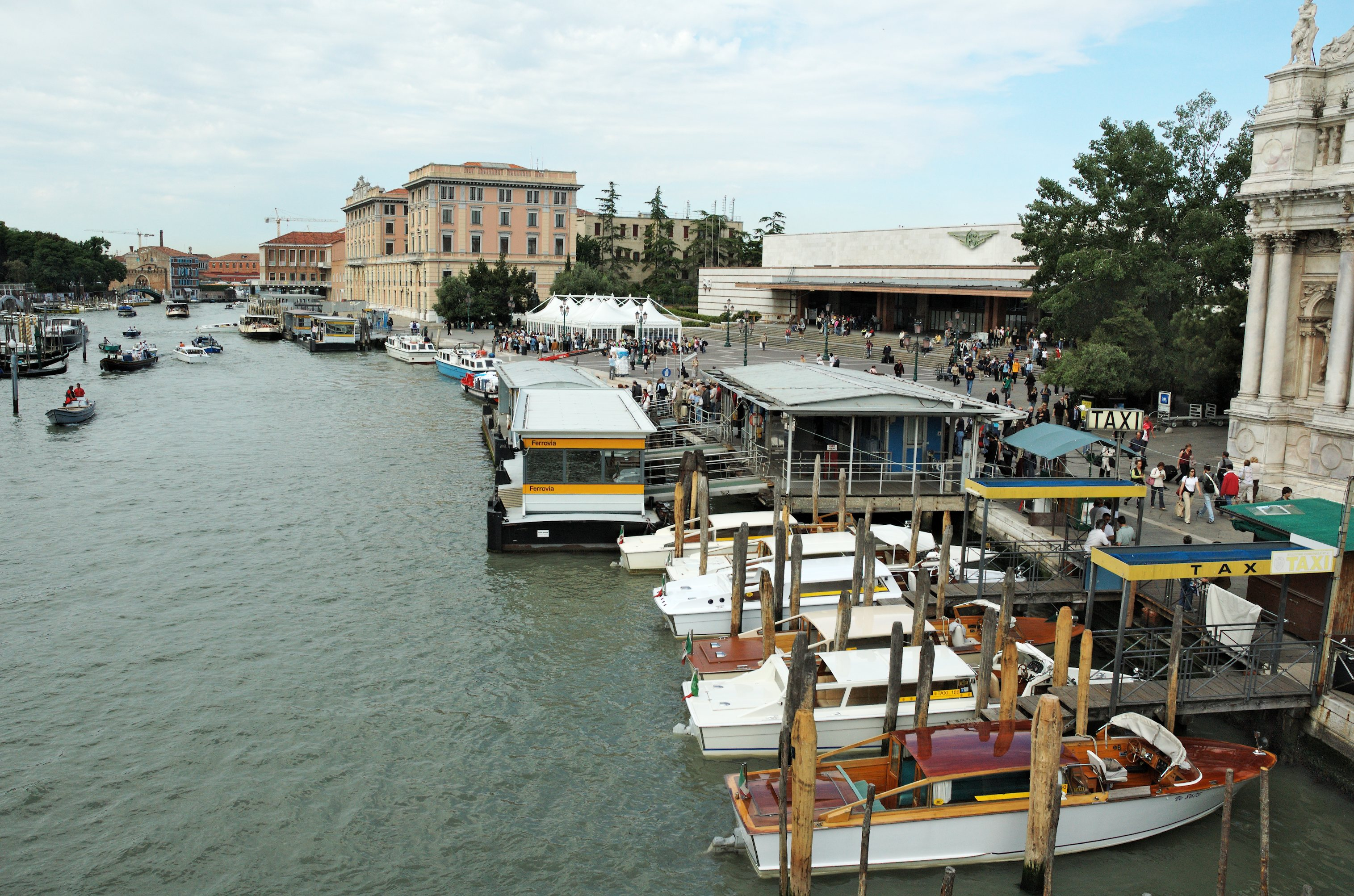
駅前の船乗り場

- 「フェッロヴィア」（Ferrovia、鉄道の意）のヴァポレット（水上バス）・ゴンドラ乗り場（駅正面から、カナル・グランデに出た所にある）
- スカルツィ橋 - 駅を出て左手にあり、カナル・グランデを跨いでサン・ポーロ地区とを結ぶ。
- コスティトゥツィオーネ橋（イタリア語版、英語版） - 駅を出て右手にあり、カナル・グランデを跨いで、道路交通のターミナルであるローマ広場とを直結する。2008年に開通。
- ミスティコ庭園
- スタツィオーネ庭園
- サン・シメオン・ピッコロ教会（イタリア語版、英語版）
- ローマ広場
  - ヴェネツィアトラム ローマ広場電停
  - ヴェネツィア・ピープル・ムーバー ローマ広場駅
- パパドポリ庭園（イタリア語版、英語版）

## 隣の駅
トレニタリア
フレッチャロッサ、フレッチャルジェント、フレッチャビアンカ、ユーロシティ、railjet、ユーロナイト、インターシティ・ノッテ、レギオナルトレイン
ヴェネツィア・メストレ駅 - ヴェネツィア・サンタ・ルチーア駅
レギオナルトレイン（一部列車）
ヴェネツィア・ポルト・マルゲーラ駅 - ヴェネツィア・サンタ・ルチーア駅
ヌオーヴォ・トラスポルト・ヴィアッジャトーリ（NTV）
イタロ
ヴェネツィア・メストレ駅 - ヴェネツィア・サンタ・ルチーア駅
ベルモンド社
ベニス・シンプロン・オリエント・エクスプレス
インスブルック中央駅 - ヴェネツィア・サンタ・ルチーア駅
Sistemi Territoriali
レギオナルトレイン
ヴェネツィア・ポルト・マルゲーラ駅 - ヴェネツィア・サンタ・ルチーア駅